# Ђизола (Торино)
Ђизола је насеље у Италији у округу Торино, региону Пијемонт.
Према процени из 2011. у насељу је живело 26 становника. Насеље се налази на надморској висини од 836 м.